# Geir Digerud
Geir Digerud (Oslo, 19 de juny de 1956) va ser un ciclista noruec. El seu principal èxit fou la medalla de bronze al Campionat del Món de contrarellotge per equips de 1979, i nombrosos campionats nacionals.
El seu pare Per també fou ciclista.

## Palmarès
- 1973
  -  Campió de Noruega júnior en contrarellotge
- 1974
  -  Campió de Noruega júnior en ruta
- 1975
  -  Campió de Noruega en contrarellotge
- 1976
  -  Campió de Noruega en contrarellotge
  - 1r a la Roserittet
- 1977
  -  Campió de Noruega en ruta
  -  Campió de Noruega en contrarellotge
- 1978
  -  Campió de Noruega en ruta
  -  Campió de Noruega en contrarellotge
- 1979
  -  Campió de Noruega en ruta
  -  Campió de Noruega en contrarellotge
- 1980
  -  Campió de Noruega en contrarellotge
  - 1r a la Volta a Àustria